# The Danger Mark
The Danger Mark er en amerikansk stumfilm fra 1918 af Hugh Ford.

## Medvirkende
- Elsie Ferguson som Geraldine Seagrave
- Mahlon Hamilton som Duane Mallett
- Crauford Kent som Jack Dysart
- Gertrude McCoy som Sylvia Mallett
- Edmund Burns som Scott Seagrave